# Leo Fender
Clarence Leonidas Fender (Anaheim (California), 10 augustus 1909 – Fullerton (California), 21 maart 1991) was een Amerikaans ontwerper (met Duitse roots) en producent van elektrische gitaren. Eerst richtte hij het bedrijf Fender op en naderhand G&L. Ook was hij vennoot van Music Man. Hij wordt beschouwd als iemand die een grote invloed had op de ontwikkeling van de elektrische gitaar, en tevens als de uitvinder van de elektrische basgitaar. Dat laatste is echter niet juist.
Hoewel Fender een revolutie teweegbracht in de gitaarbouw, heeft hij zelf nooit een van deze instrumenten leren bespelen.

## Biografie
Fender werd geboren als zoon van Clarence Fender en Harriet  Wood, die een sinaasappelboomgaard hadden. Hij volgde de middelbare school en studeerde vervolgens boekhouden aan Fullerton Junior College. Tijdens zijn middelbareschooltijd knutselde hij al aan radio's, en in 1932 begon hij als radioreparateur. Fender leverde ook versterkers aan muzikanten. Onder zijn klanten waren steelgitaristen die klaagden over de werking van elektrische opnemers. Fender begon toen zelf met de bouw van deze gitaren en vanaf 1944 experimenteerde hij met de bouw van elektrische gitaren. In 1946 stichtte hij Fender Electric Instruments Co. De eerste echte elektrische Fender-gitaar was de Esquire uit 1950, later omgedoopt in Telecaster. In 1951 volgde de Precision Bass, als alternatief voor de contrabas die door Fender spottend 'hondenhok' werd genoemd. In 1954 volgde de Stratocaster. Deze drie instrumenten hebben in belangrijke mate het geluid van de popmuziek bepaald.
In 1955 liep Fender echter een infectieziekte op die hem jaren last bezorgde. Begin jaren zestig dacht hij dat hij niet meer lang te leven had. Hij stopte met werken en besloot zijn fabriek te verkopen. In 1965 werd zijn bedrijf overgenomen door CBS. Een arts wist Fender echter van zijn kwaal te verlossen. Hij kreeg een baan als ontwerper-adviseur bij CBS-Fender, maar verliet het bedrijf na korte tijd in 1970 wegens onenigheid over de te volgen koers. Begin jaren zeventig werd hij om advies gevraagd door Tri-Sonix, dat door de voormalige Fender-medewerkers Forrest White en Tom Walker was opgericht. Wegens een 10-jarig concurrentiebeding dat was ingegaan bij de verkoop van zijn bedrijf aan CBS, werd Leo Fender een stille vennoot van Tri-Sonix, dat in 1974 Music Man ging heten. Toen in 1975 het concurrentiebeding was verlopen werd Fender president-directeur. Hij had daarnaast zijn eigen bedrijf CLF Research, dat gitaren en basgitaren voor Music Man bouwde.
Na onenigheid over de kwaliteit van de door CLF Research geleverde producten trok Fender zich in 1979 terug uit Music Man. Hij richtte samen met George Fullerton een nieuw bedrijf op, G&L geheten, dat voortaan de gitaren en basgitaren van CLF Research produceerde. De naam stond voor 'George en Leo'. In hetzelfde jaar overleed ook zijn vrouw. Fender hertrouwde in 1980.
Fender leed langdurig aan de ziekte van Parkinson. Hij overleed op 81-jarige leeftijd.